# Iaria palata
Iaria palata är en stekelart som först beskrevs av Tosquinet 1903.  Iaria palata ingår i släktet Iaria och familjen brokparasitsteklar. Inga underarter finns listade i Catalogue of Life.